# Sampit
Sampit – miasto w Indonezji na wyspie Borneo w prowincji Borneo Środkowe; 68 tys. mieszkańców (2006).
Największy w Indonezji ośrodek eksploatacji lasów i przemysłu drzewnego; port rzeczny na rzece Sampit dostępny dla statków morskich; port lotniczy.